# Apogon pacificus
Apogon pacificus är en fiskart som först beskrevs av Herre, 1935.  Apogon pacificus ingår i släktet Apogon och familjen Apogonidae. IUCN kategoriserar arten globalt som livskraftig. Inga underarter finns listade i Catalogue of Life.
Arten blir upp till 10 cm lång. Den har oftast en rosa grundfärg och ibland en röd färg. Vid huvudet och sidorna finns gula ställen. Dessutom finns en svart fläck vid munnen. I den första ryggfenan finns 6 taggstrålar och i den andra ryggfenen 9 mjukstrålar. Djuret har i analfenen 2 taggstrålar och 8 mjukstrålar.
Apogon pacificus lever i östra Stilla havet vid Amerikas kustlinje från Kalifornien till norra Peru samt vid Galápagosöarna. Den dyker till ett djup av 60 meter. Exemplaren hittas vid klippor och korallrev och de bildar grupper, ibland med andra arter av samma familj.
För beståndet är inga hot kända. Hela populationen anses vara stor. IUCN listar Apogon pacificus som livskraftig (LC).